# Derick Poloni
Derick Theodoro Santos Poloni (Osasco, 1 de septiembre de 1993) es un futbolista brasileño que juega como lateral izquierdo en el CD Eldense de la Segunda División de España.

## Trayectoria
Nacido en Osasco, se forma en el São Paulo FC brasileño y el Académica de Coimbra portugués.  
Tras pasar varios años por clubes portugueses en divisiones inferiores, se marcha en 2017 al Leixões SC de la Segunda Liga. En 2018 fue seguido por el Arsenal FC de la Premier League.
El 1 de octubre de 2020 se marchó al Casa Pia AC, completando una campaña donde logró ascender a la Primeira Liga para la temporada 2022-23.
El 19 de agosto de 2023 se confirma su fichaje por el CD Eldense de la Segunda División de España.

## Clubes
Actualizado al último partido disputado el 30 de marzo de 2024.
| Club        | País     | Año       | Partidos | Goles |
| ----------- | -------- | --------- | -------- | ----- |
| GD Sourense | Portugal | 2014-2015 | 43       | 15    |
| Anadia FC   | Portugal | 2015-2017 | 45       | 3     |
| Leixões SC  | Portugal | 2017-2020 | 98       | 3     |
| Casa Pia AC | Portugal | 2020-2023 | 76       | 4     |
| CD Eldense  | España   | 2023-act. | 19       | 1     |